# Le Rendez-vous de minuit
Pour plus de détails, voir Fiche technique et Distribution.
Le Rendez-vous de minuit est un film français réalisé par Roger Leenhardt, tourné en 1961 et sorti en 1962.

## Synopsis
Dans un cinéma, un critique croise une jeune femme qui ressemble à l'héroïne du film, et qui comme elle veut mettre fin à ses jours.

## Fiche technique
- Réalisation : Roger Leenhardt
- Scénario : Jean-Pierre Vivet, Roger Leenhardt
- Direction de la photographie : Jean Badal
- Montage : Henri Lanoë
- Musique : Georges Auric
- Décors : Bernard Evein
- Genre : Film dramatique
- Durée : 100 minutes
- Format : 35 mm
- Dates de sortie :
  - France : 30 mai 1962[1]
- Affiche : Jouineau Bourduge (France)

## Distribution
- Lilli Palmer : Eva / Anne Leuven
- Michel Auclair : 	Jacques
- Robert Lombard
- Lucienne Le Marchand
- Michel de Ré
- France Anglade
- Maurice Ronet
- Daniel Emilfork
- José Luis de Vilallonga
- Michèle Méritz
- Bruno Balp